# Serguei Soloviov (director de cinema)
Serguei Aleksandrovitx Solòviov (rus: Серге́й Алекса́ндрович Соловьёв; 25 d'agost de 1944 - 13 de desembre de 2021) va ser un director, productor, guionista i actor de cinema soviètic i rus. El 1993 va rebre el títol d'Artista del Poble de Rússia.

## Biografia
Solòviev va experimentar per primera vegada la producció teatral quan era nen al Teatre de Jove Creativitat (1957–1962), dirigit per Matvey Dubrovin.
Va estudiar a l'Institut de Cinematografia de l'estat soviètic, va treballar a l'estudi de Leningrad TV i Mosfilm (1969–1987, director de cinema, escriptor, productor). El 1975, va guanyar l'Ós de plata al millor director al 25è Festival Internacional de Cinema de Berlín per la seva pel·lícula Sto dnei posle detstva.
Soloviov va contribuir al moviment del rock rus de l'era de la perestroika, amb pel·lícules com Assa (1987, protagonitzada per músics de rock Afrika (Serguei Bugaev), Viktor Tsoi, Serguei Rijenko) i Txiornaia roza - emblema petxali, krasnaia roza - emblema liubvi (1989). Ambdues pel·lícules soviètiques inclouen de manera destacada la música rock russa a les bandes sonores, especialment de Boris Grebenxtxikov i la seva banda Aquarium.
Va dirigir Oncle Vania (Teatre Mali) i La gavina (Teatre Taganka, 1994). Solòviov va ser professor de l'Institut Guerassimov de Cinematografia i president de la Unió de Cinematògrafs de Rússia de 1994 a 1997. L'any 2000 va ser membre del jurat del 22è Festival Internacional de Cinema de Moscou.
Soloviov va morir el 13 de desembre de 2021, als 77 anys. El seu funeral es va celebrar a l'església de l'Apòstol Joan a Moscou.

## Filmografia selecta
- Semeinoe stastie (Семейное счастье, 1969)
- Iegor Bulitxiov i drugie (Егор Булычов и другие, 1971)
- Stantsionnyy smotritel (Станционный смотритель, 1972)
- Sto dnei posle detstva (Сто дней после детства, 1974)
- Melodii beloi notxi (Мелодии белой ночи, 1976)
- Spasatel (Спасатель, 1980)
- Naslednitsa po priamoi (Наследница по прямой, 1982)
- Txujaia belaia i riaboi (Чужая белая и рябой, 1986)
- Assa (Асса, 1987)
- Txiornaia roza - emblema petxali, krasnaia roza - emblema liubvi (Чёрная роза – эмблема печали, красная роза – эмблема любви, 1989)
- Dom pod zvozdnim nebom (Дом под звёздным небом, 1991)
- Nejni vozrast (Нежный возраст, 2000)
- Assa-2 (Асса-2, 2008) - a sequel to ASSA
- Anna Karenina (Анна Каренина, 2009)
- Uti-uti-uti (Ути-ути-ути, 2020)